# Kiwat´ (rejon kuzowatowski)
Kiwat´ (ros. Кивать) – wieś (sieło) w Rosji, w obwodzie uljanowskim, w rejonie kuzowatowskim. W 2010 liczyła 1194 mieszkańców.